# Lake Worth
Lake Worth és una població dels Estats Units a l'estat de Florida. Segons el cens de l'1 de juliol de 2006 tenia 36.342 habitants.

## Demografia
Segons el cens del 2000, Lake Worth tenia 35.133 habitants, 13.828 habitatges, i 7.688 famílies. La densitat de població era de 2.405,1 habitants/km².
Dels 13.828 habitatges en un 26% hi vivien nens de menys de 18 anys, en un 36,9% hi vivien parelles casades, en un 11,5% dones solteres, i en un 44,4% no eren unitats familiars. En el 33,6% dels habitatges hi vivien persones soles l'11,4% de les quals corresponia a persones de 65 anys o més que vivien soles. El nombre mitjà de persones vivint en cada habitatge era de 2,49 i el nombre mitjà de persones que vivien en cada família era de 3,19.
Per edats la població es repartia de la següent manera: un 22,9% tenia menys de 18 anys, un 10,6% entre 18 i 24, un 32,6% entre 25 i 44, un 19,6% de 45 a 60 i un 14,3% 65 anys o més.
L'edat mitjana era de 35 anys. Per cada 100 dones de 18 o més anys hi havia 110,2 homes.
La renda mitjana per habitatge era de 30.034$ i la renda mitjana per família de 35.374 $. Els homes tenien una renda mitjana de 24.862 $ mentre que les dones 22.971 $. La renda per capita de la població era de 15.517 $. Entorn del 15,8% de les famílies i el 20% de la població estaven per davall del llindar de pobresa.

## Poblacions properes
El següent diagrama mostra les poblacions més properes.